# Klanění tří králů z Českých Budějovic
Pozdně gotický reliéf se scénou Klanění tří králů pochází ze zaniklého špitálního kostela sv. Václava v Českých Budějovicích. Byl vyřezán v letech 1500–1510, patrně v dílně monogramisty AI, který bývá ztotožňován s mistrem Alexandrem. Reliéf je vystaven ve stálé expozici Alšovy jihočeské galerie v Hluboké nad Vltavou.

## Historie
Špitál s kostelem sv. Václava v Českých Budějovicích byl založen před rokem 1327 a zanikl roku 1840. Reliéf s Klaněním tří králů býval vystavován během Vánoc v katedrále sv. Mikuláše. Poté byl v majetku rodiny městského písaře Illinga, jeho dcery a vnučky. Od ní reliéf roku 1910 zakoupilo Městské muzeum a odtud byl převeden do sbírek Alšovy jihočeské galerie v Hluboké nad Vltavou.

## Popis a zařazení
Vysoký reliéf z lipového dřeva s částečně zachovanou původní polychromií, rozměr 73 × 98 × 22 cm. Restaurovali Jiří Blažej (1953–1954) a Ludmila Slánská (Praha, 1965).
Na pozadí reliéfu, které tvoří zeď s naznačeným kvádrovým zdivem a malým okénkem, je pět téměř samostatných figur soustředěných kolem ústředního bodu kompozice – postavy Ježíška. Vlevo od sedící Panny Marie je otevřený chlév s hlavami osla a vola. Josef stojí za Marií, gestem rukou chrání matku a naklání se k děcku. Neklidné dítě, které na klíně přidržuje Marie, drží pravou rukou matčinu roušku a levou ruku vztahuje k poháru klečícího krále Kašpara. Ten položil svou korunu na zem a hledí vzhůru do tváře Marie a Josefa. Za klečícím nejstarším mudrcem stojí prostřední Melichar, přinášející zdobnou truhličku se zlatem a za ním Baltazar, který patrně v rukou držel nádobu s kadidlem. Na lemu jeho pláště je monogram AI.
Celková kompozice vychází volně z grafických listů Mistra E.S. a Martina Schongauera a styl řezby má formální souvislost se slohem Mistra Kefermarktského oltáře. Je pro něj typická silná ornamentální stylizace vlasů a vousů a mačkaných záhybů oděvů. Vlající drapérie Ježíška a Baltazara mohou mít inspirační zdroj v raném díle Lucase Cranacha st..
Tři králové, kteří jsou vyobrazeni jako představitelé všech tří v té době známých kontinentů (Evropa, Asie , Afrika), byli bezprostředními svědky Zjevení Páně a zvěstovateli naděje pro celý svět. Podle středověkých představ mohli doufat v přednostní spásu. Sochařské signatury se vyskytují i na výjevech Klanění z dílen jiných autorů. Dá se předpokládat, že sochař se zpodobením tohoto výjevu identifikuje se zvěstovateli evangelia.
Dílo, přisuzované ve starší literatuře Mistru Oplakávání ze Žebráka, se vymyká regionální sochařské produkci. Jeho autorem mohl být Mistr Alexander, který na jih Čech přišel patrně z Horního Porýní a byl členem českobudějovického cechu zlatníků, malířů a sochařů. Koncepce a modelace reliéfu, žánrový motiv neklidného děcka i typika postav má blízko ke slohovému okruhu vídeňských následovníků Nicolause Gerhaerta van Leyden. Oproti dílům Mistra žebráckého Oplakávání se reliéf Klanění vyznačuje nepatetickým slavnostním stylem a precizní řezbou s detaily odpozorovanými ze skutečnosti (vrásky, měkkost dětského tělíčka).

### Detaily

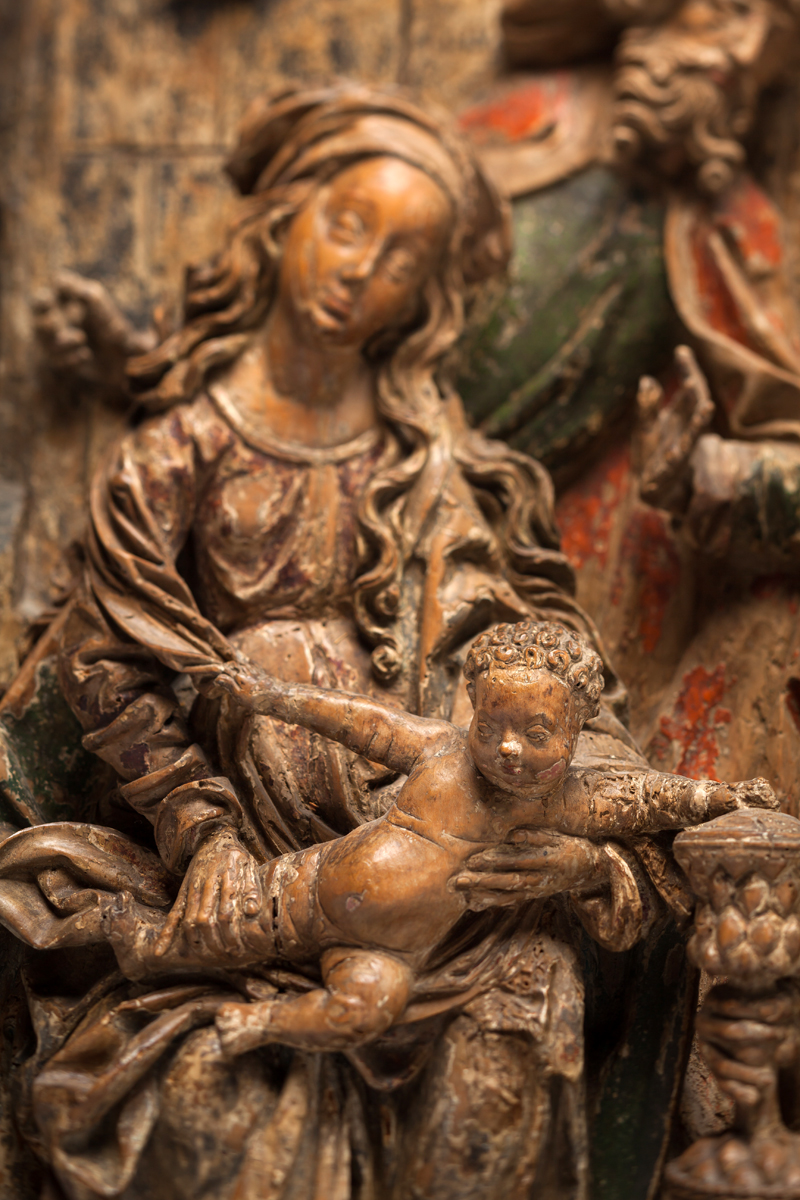
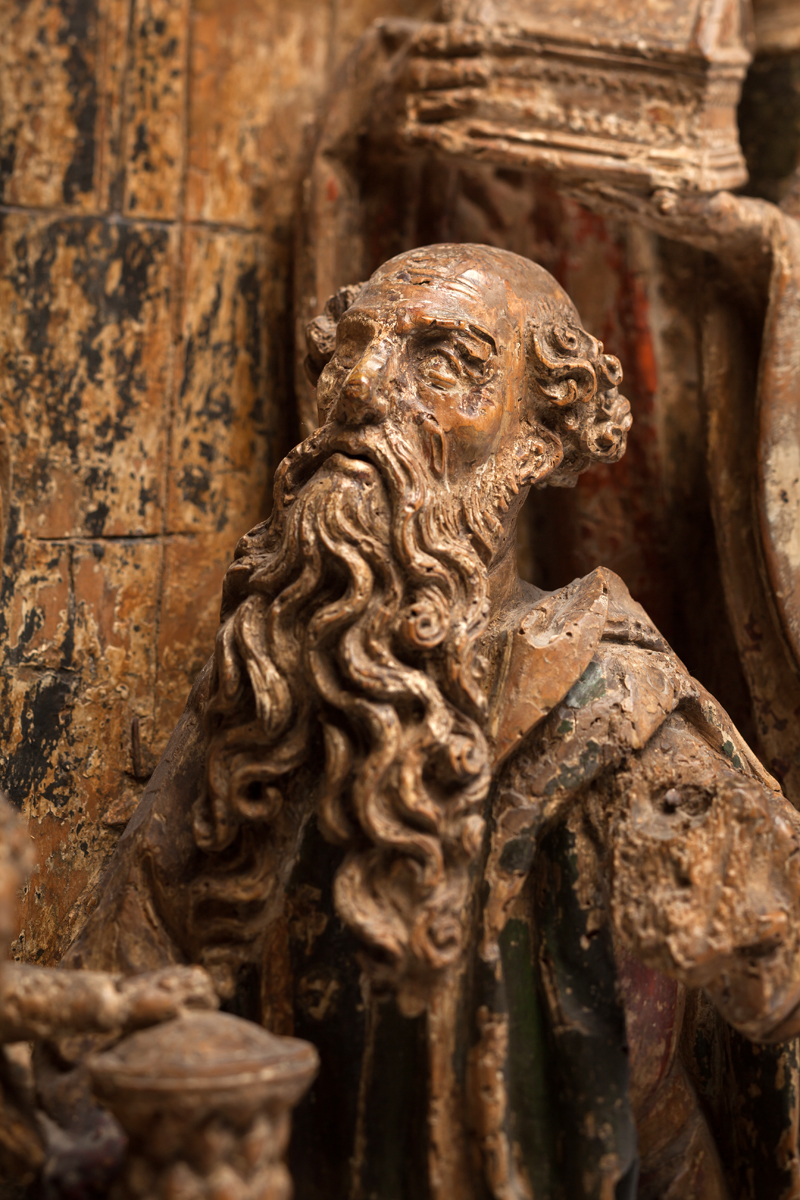
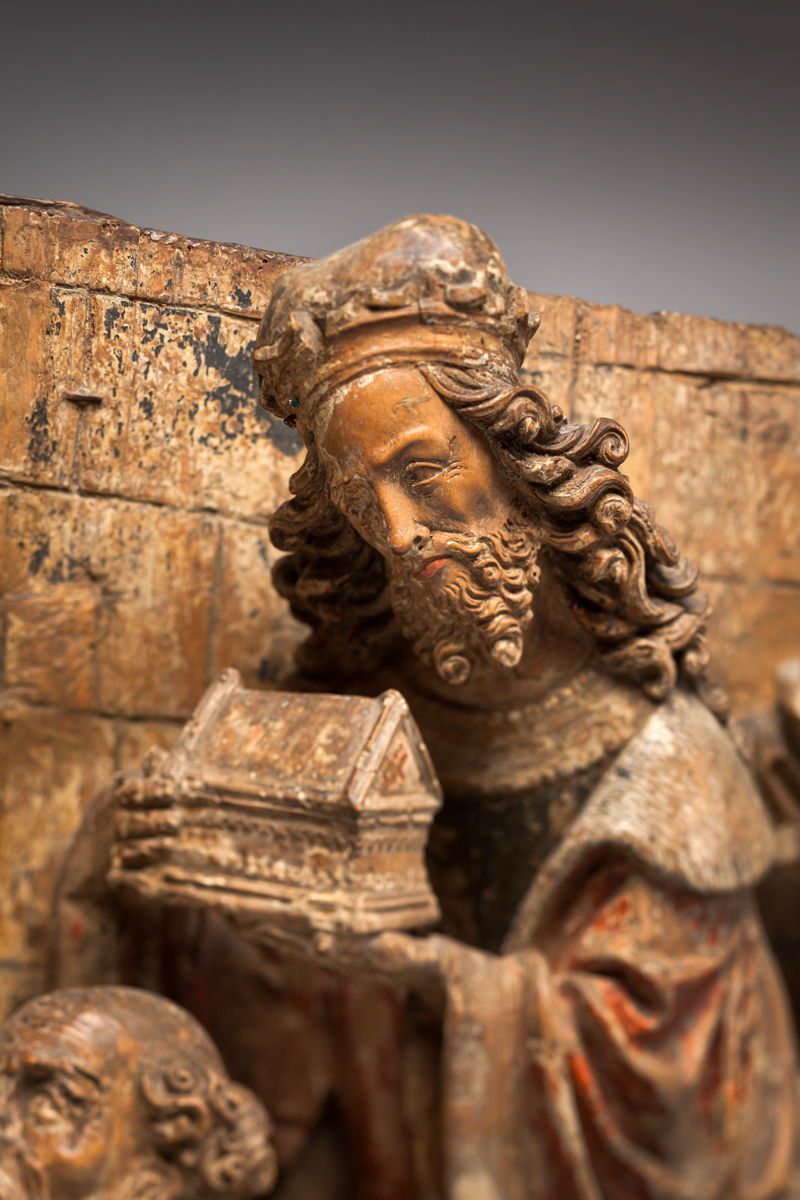

### Příbuzná díla
- Madona z Třebotovic (MO, 2013, s. 338-339)
- Klanění z Vodňan – dílna Mistra Oplakávání ze Zvíkova[10]